# 高木友枝
高木友枝（1858年9月8日—1943年12月23日），日本東山道陸奧國菊多郡松小屋村（今福島縣磐城市渡邊町松小屋）人，臺灣總督府研究所長、臺灣電力株式會社社長。

## 生平

### 日本期間
高木友枝生於安政五年八月初二。
東京帝國大學時，高木友枝與後藤新平就為好友。1885年5月，高木友枝自大學醫學部畢業，8月任福井縣立病院長，1888年5月辭職，下月轉任鹿兒島病院長。1893年，後藤新平因相馬事件被連累入牢，使得高木友枝可以辭去鹿兒島病院長，遞補進入北里傳染病研究所擔任北里柴三郎助手，並照顧入獄的後藤新平與其家人。
1894年7月，高木友枝赴香港調查鼠疫。甲午戰爭期間，日本軍用船發生霍亂，1895年7月，他奉命前往似島臨時陸軍檢疫所，任似島檢疫所事務官，製造霍亂血清，並用以治療霍亂患者，是世上首次用霍亂血清治療霍亂之實例。同年9月任傳染病研究所治療部長。1896年4月任內務技師，6月任血清藥院長兼內務技師，9月任中央衛生會委員。1897年5月，代表日本去莫斯科參加第12回萬國醫事會議，接著參加柏林萬國癩（痲瘋）病會議。

### 德國期間
柏林萬國癩（痲瘋）病會議後，高木友枝出差德國兩年，至柏林傳染病研究所在羅伯·柯霍指導下與奥古斯特·保罗·瓦瑟曼合作研究。1899年5月，赴柏林參加萬國結核病預防撲滅會議，接著赴巴西參加有關花柳病預防萬國會議。高木友枝後來並娶德國女子為妻。
1900年1月，高木與北里柴三郎等人發表鼠疫流行症調查報告，5月，回日的高木友枝被日本政府命為醫術開業試驗主任，同月兼衛生局防疫課長，兼臨時檢疫局技師，10月臨時檢疫局技師廢除，兼臨時檢疫事務官。1901年3月防疫課長解任，7月免臨時鼠疫預防事務局顧問。

### 臺灣期間

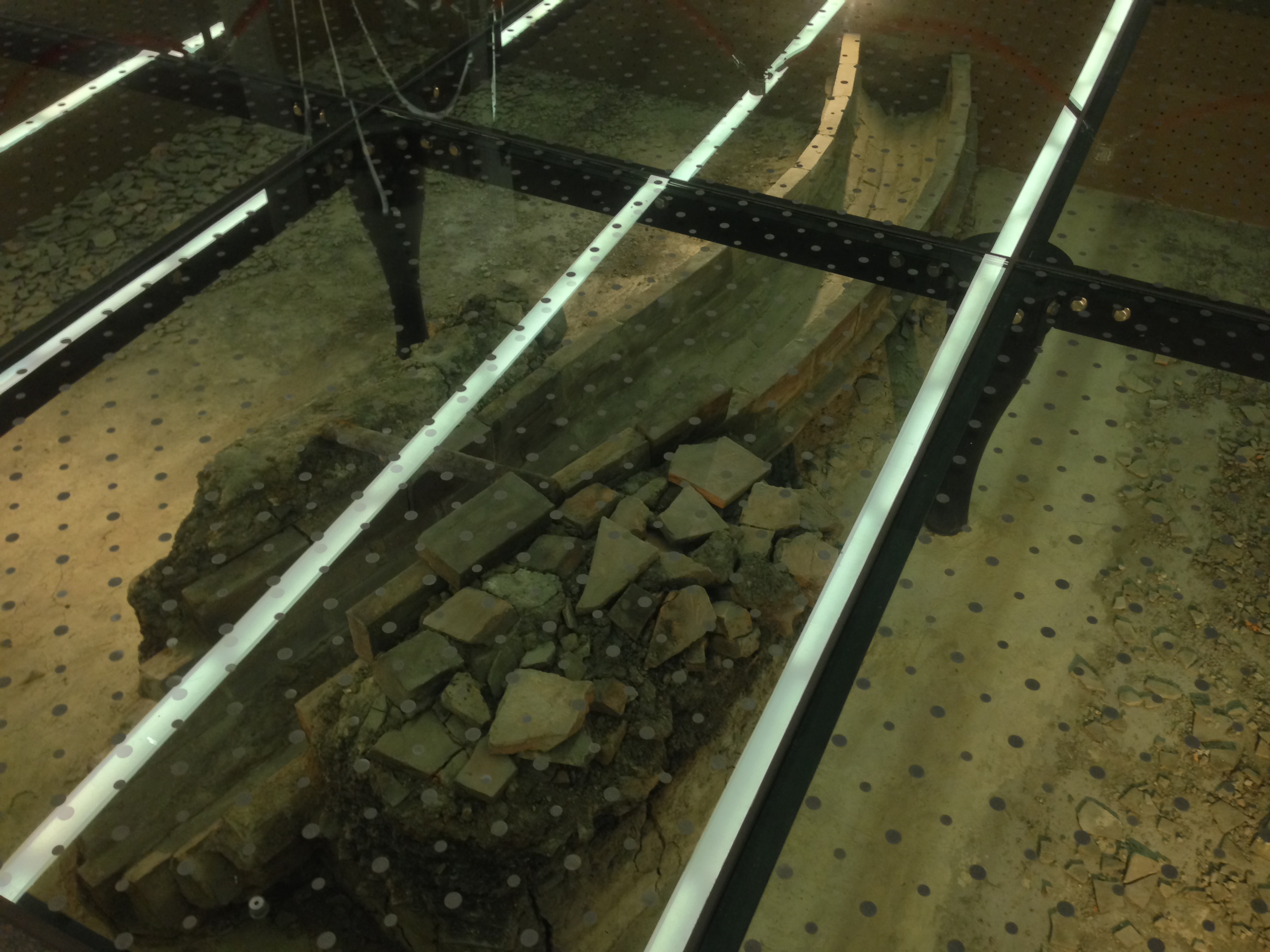
捷運北門站日治時期下水道系統

1901年，臺灣鼠疫大流行，死亡三千多人，臺北避病院院長本田祐太郎感染鼠疫殉職，時任民政長官後藤新平請高木友枝協助撲滅疫情。1902年3月31日，高木友枝任臺灣總督府醫院醫長兼醫院長，身攬多職，如臺灣總督府技師、臺北醫院長、民政部警察本署勤務、紅十字社臺灣支部副長屬託、臺灣地方病及傳染病調查會委員、臺北基隆市區計畫委員。1903年又任臨時防疫委員臨時防疫課長、臨時防疫委員會幹事。1904年任民政部警察本署衛生課長兼臨時防疫課長，7月任臺灣地方病及傳染病調查會幹事、臺灣中央衛生會幹事。1905年任臺東醫院醫長2個月又24天。
高木友枝一方面以撲滅老鼠為主要防治策略，二來設置衛生警察，加強搜尋與監視。另因駐臺日軍亦受鼠疫波及，日本政府遂以闢建永久兵營為保障日籍軍屬之根本方案，依據1898年臺灣總督向日本陸軍省的報告，效法歐洲殖民城市，強制拆除舊有市街改建新市區，或將兵營設在遠離市街、新的衛生區域。
高木友枝接替山口秀高任醫臺灣總督府醫學校校長的期間，創設臺灣醫學會及發行《臺灣醫學會雜誌》。他重視學生的品格教育，不種族偏見，不禁止學生使用母語，尊重臺灣文化，關心畢業生並以他們的成為喜悅，影響了劉榮春等臺灣醫生。
1909年2月23日，高木友枝視察歐美，4月1日創設臺灣總督府研究所並任所長，任內做的總結報告共179篇，其中35篇白蟻研究、30篇醫學研究、114篇化學研究。到了1910年，在臺灣因鼠疫而死的已降到18人。1911年2月18日，他參加德累斯頓萬國衛生博覽會，發表過去十多年臺灣醫事衛生改善狀況，出版介紹臺灣衛生的德文著作。

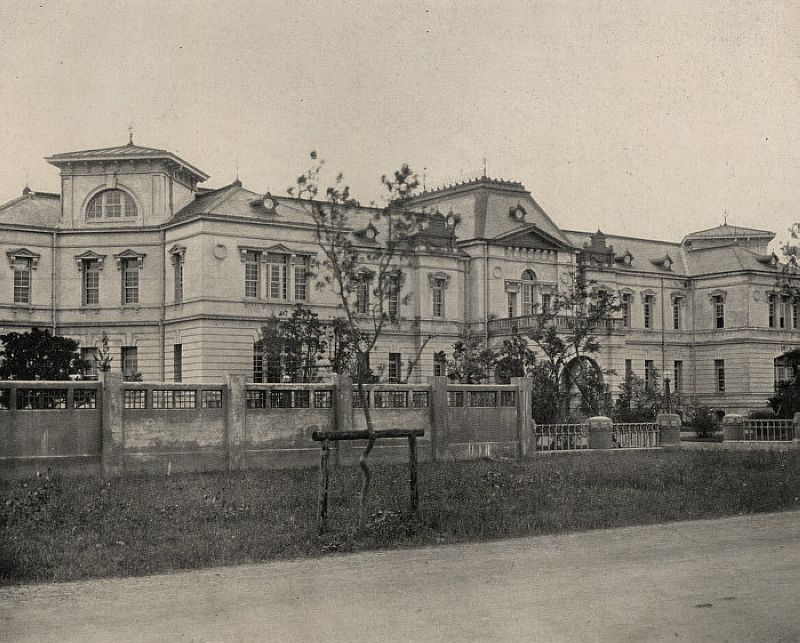
臺灣總督府中央研究所

1912年前後，臺灣總督府準備逮捕從事抗日、學生運動的蔣渭水、翁俊明、杜聰明等人，時任校長的高木友枝以「教育獨立」、「校園自治」抗拒來自總督府的壓力，又集合學生表達他不反對革命運動，並舉羅福星為例，要學生若要革命被處死時，應該要笑容滿面，才不失醫學院的本色。後來，該校醫學校學生決定要替他雕塑胸像以慶祝，但被前者拒絕，學生就說老師如拒絕，則山口秀高校長胸像就無法雕塑，最後只好答應，胸像由北村四海雕刻。

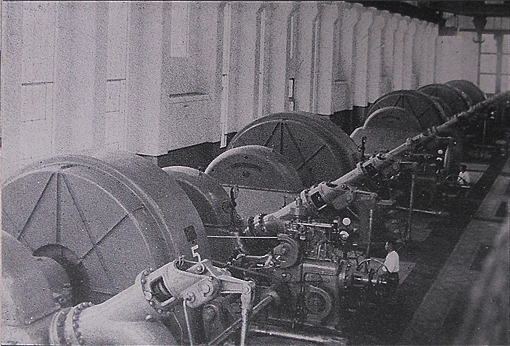
日月潭發電所內部

1919年，受明石元二郎總督依賴，高木友枝專任為建設日月潭水力電氣工事成立的臺灣電力株式會社的社長，任內合併臺灣電氣興業株式會社，造成日後臺電獨霸臺灣能源的局面。在臺電社長任內，他曾參與在臺灣創立扶輪社的評估。堀見末子寫有《堀見末子物語》充分顯現當時臺灣工程界情況，對長官或部屬都有描述，卻遺漏社長高木友枝，因為臺電成立時多數由原總督府土木局轉任，高木友枝是空降當社長，要獲得原土木局員工認同不易。

### 返日期間
1929年7月9日高木友枝從臺電離職，回東京世田谷。1940年，他接受《大阪每日新闻》的下田將美總編輯採訪，被問為什麼內地人比本島人體質和素質都差，回答原因之一是因為日本雙親從小教孩子們輕視臺灣人，結果自己變成傻瓜。
旅日的臺灣雕塑家黃土水為其製作《高木友枝銅像》。
1940年4月，杜聰明、李鎮源趁著到日本參與藥理學學會之便，協同讀駿河台女學苑的杜淑純一起拜訪楊肇嘉、山口秀高、高木友枝、堀內次雄等人。
他最後的舞台是在臺灣俱樂部當副會長，會長則通常由卸任總督擔任。太平洋戰爭期間，賴和曾與數位同學趁著到日本，順道探望他們的老師。對於這次會面，賴和的遺稿〈高木友枝先生〉由張冬芳翻為漢文，有著如下的描述：「時年春到東京去，和同窗之幾位，曾去拜訪，先生猶尚老健善談。」
1943年12月23日去世。《高木友枝先生追憶誌》共20人寫追憶文，臺電與研究所各一人，其餘皆為醫界人士。勲等為正三位勲二等，葬於小金井市多磨靈園。

## 身後
臺灣戰後時期因去日本化，臺大醫學院的高木友枝與山口秀高的大理石胸像被破壞、失蹤，改放蔣中正銅像。921大地震後，史康迪（Curtis Smith）想找尋找高木友枝胸像而去請教台電退休工程師林炳炎，後者幫他洽杜聰明博士基金會董事長杜祖誠，遂找回該胸像。 2008年，臺大醫學院終於取回這兩人的胸像。
2010年，教育部要求臺大校方對PTT網站Gossiping版內容進行檢討與改善，對不符教學或學術研究為目的，以違反「臺灣學術網路管理規範」的言論加強管理，就有臺大學生會長投書媒體，舉出高木友枝、傅斯年兩位校長，抗議教育部限制言論自由。
高木友枝的外孫板寺一郎於2013年去世，其遺孀板寺慶子決定將黃土水所作的《高木友枝銅像》運回臺灣，爭取單位有彰化高中、臺大醫院、臺北市立美術館、奇美博物館等。其中奇美博物館還出價3500萬元。2014年2月，彰中學生們赴日拜會板寺慶子時，演奏日本童謠《紅蜻蜓》，她受感動而決定贈送銅像、與高木友枝收藏的史料文物到彰中。

## 評價
高木友枝被當時許多人視爲是擁有高潔人格的人物，亦即日人所謂的「人格者」。杜聰明曾說：「高木先生是一位人格崇高見識高超的學者及政治家，對每屆卒業生之訓詞曰：『為醫之前，必先學為人。』，自己擔任生理衛生課目，兼講倫理修身，對學生教『活的學問』，養成良好學風。」「他慣用的人力車夫，是一個脊椎彎曲的老人，對車夫不忍解雇，換一個強壯的，是筆者心中最佩服的。」
杜聰明譽為「臺灣醫學衛生之父」。